# Arpelar (Oklahoma)
Arpelar es un lugar designado por el censo ubicado en el condado de Pittsburg  en el estado estadounidense de Oklahoma. En el año 2010 tenía una población de 	272 habitantes y una densidad poblacional de 25,19 personas por km².

## Geografía
Arpelar se encuentra ubicado en las coordenadas 34°56′11.79″N 95°57′46.29″O / 34.9366083, -95.9628583 (34.936609° 	-95.962857°). Según la Oficina del Censo de los Estados Unidos, Arpelar tiene una superficie total de 2,229 mi² (5,8 km²), de la cual 2,226 mi² (5,8 km²) corresponden a tierra firme y 0,003 mi² (0 km²) es agua.